# Paraphylie
Pour l’article ayant un titre homophone, voir Paraphilie.
 (février 2013).
Si vous disposez d'ouvrages ou d'articles de référence ou si vous connaissez des sites web de qualité traitant du thème abordé ici, merci de compléter l'article en donnant les références utiles à sa vérifiabilité et en les liant à la section « Notes et références ».

Le groupe traditionnel paraphylétique des reptiles apparaît en vert. Ce groupe comprend un ancêtre et une partie de ses descendants mais pas tous puisque les oiseaux et les mammifères en sont exclus. C'est un groupe paraphylétique de degré deux.

En systématique, un groupe est dit paraphylétique quand il ne rassemble pas tous les descendants d'une espèce souche qu'il contient.

## Définitions

### Sens biologique
Contrairement à la polyphylie, le groupe paraphylétique est fondé sur une similitude héritée d'un ancêtre commun (homologie).[réf. souhaitée] L'exclusion de certaines lignées nécessite de considérer les états ancestraux de certains caractères (encore appelé symplésiomorphie) par opposition à leurs états dérivés (ou synapomorphie) dans les lignées exclues.
Le groupe des reptiles (amniotes desquels ont été exclus les oiseaux et les mammifères) en est un exemple : les crocodiliens, inclus dans les reptiles, sont généalogiquement plus proches des oiseaux, exclus des reptiles, que des autres sauropsides (chéloniens, squamates et sphénodontiens) et les reptiles mammaliens, inclus, sont plus proches des mammifères, exclus, que des autres amniotes. L'ancêtre commun le plus proche de tous les reptiles est également l'ancêtre commun le plus proche des oiseaux et des mammifères. Le groupe des reptiles ainsi défini est donc paraphylétique.
```
    
amniotes

       ├─
Synapsides

       │    ├─
Mammifères

       │    └─
Reptiles mammaliens
----------|
       |
       └─
Sauropsides

            ├─
Chéloniens
-------------------|
            │                              |  « 
Reptiles
 »
            └─
Diapsides
--------------------|
                ├─
Lépidosauriens
-----------|
                │    ├─
Squamates
-----------|
                │    └─
Sphénodontiens
------|
                │                          | 
                └─
Archosauriens
            |
                     ├─
Crocodiliens
--------|
                     └─
Oiseaux
```

Note : Les crustacés, les amphibiens ou les poissons sont d'autres exemples de groupes paraphylétiques.

### Propriétés mathématiques
En théorie des graphes, on peut définir le « degré de paraphylie » d'un groupe comme étant le nombre minimum de branches qu'il faudrait retirer à un groupe holophylétique. Un groupe holophylétique a donc un degré de paraphylie de zéro.
La définition traditionnelle des reptiles (sauropsides + synapsides) en fait un groupe ayant un degré de paraphylie de 2, puisqu'il faut retirer au groupe des amniotes la branche des mammifères et celle des oiseaux.

## Exemples
- Les procaryotes (excluent les eucaryotes)
- Les microorganismes
- Les préspermaphytes
- Les herbes
- Les invertébrés
- Les crustacés (excluent les insectes)
- Les poissons (excluent les tétrapodes)
- Les amphibiens (excluent les amniotes)
- Les reptiles (excluent les oiseaux et les mammifères)
- Les antilopes (excluent les bovins et caprins)
- Les reptiles mammaliens (incluent tous les synapsides sauf les mammifères, qui en sont exclus)
- Les micromammifères
- Les renards
- Les singes (Débat concernant l'inclusion, ou non, de l'humain dans ce groupe ; il peut, donc, être aussi vu comme monophylétique, ce qui va donner au groupe des simiens).

## Statut de la paraphylie
Pour les cladistes, les taxons paraphylétiques sont inacceptables dans la classification. Au contraire pour les évolutionnistes il n'y a aucun problème dans le fait d'accepter de tels taxons. Selon la définition qui en est donnée (voir l'article Monophylie), la paraphylie est parfois considérée comme une forme de monophylie.